# ترتيب تسجيلات

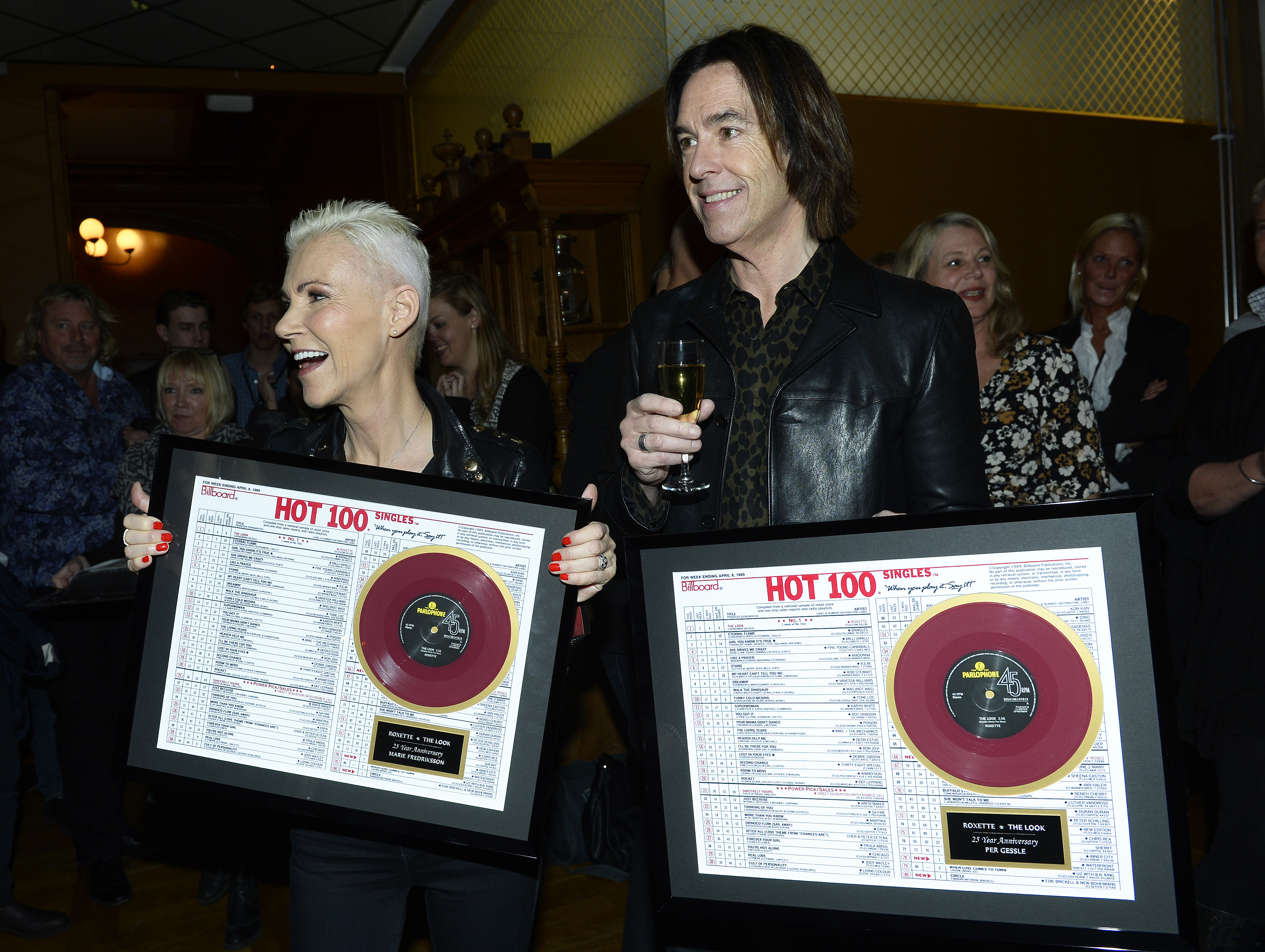
تحتفل شركة Roxette (ماري فريدريكسون وبير جيسل) بالذكرى السنوية الخامسة والعشرين لأغنيتها المنفردة "The Look" التي وصلت إلى المركز الأول في قائمة بيلبورد هوت 100.

ترتيب التسجيلات هو ترتيب يعرض أفضل التسجيلات الصوتية من الأغاني والألبومات الموسيقية في كل أسبوع حسب نسبة المبيعات أو نسبة المشاهدات لهذا التسجيل، وكل دولة تعرض أفضل التسجيلات عندها في كل أسبوع، مثل بيلبورد هوت 100 التي تعرض أفضل التسجيلات في الولايات المتحدة.

## وصلات خارجية
- موقع أوفيشال تشارتس الذي يعرض أفضل التسجيلات في كل أسبوع